# Hildebrandtia africana
Hildebrandtia africana är en vindeväxtart. Hildebrandtia africana ingår i släktet Hildebrandtia och familjen vindeväxter.

## Underarter
Arten delas in i följande underarter:
- H. a. africana
- H. a. arabica